# 愛高集團
愛高集團有限公司，簡稱愛高集團（Alco，港交所：0328），香港上市公司，在1968年由梁劍文創立，初名為「愛高電子有限公司」。集團主要經營設計、製造及銷售消費電子產品及塑膠產品，主要產品為「愛高牌」。前董事會主席兼行政總裁梁偉成於2021年自殺身亡。
在中國廣東東莞厚街、長安等地區設有廠房，現時銷售歐美國家。公司股份自1992年在香港交易所主板上市，總部位於香港沙田石門安耀街2號新都廣場11樓。2023年9月，愛高集團遭上海商業銀行提交提交清盤呈請。

## 外部連結
- Alco.com.hk （页面存档备份，存于）